# 霸王树群岛

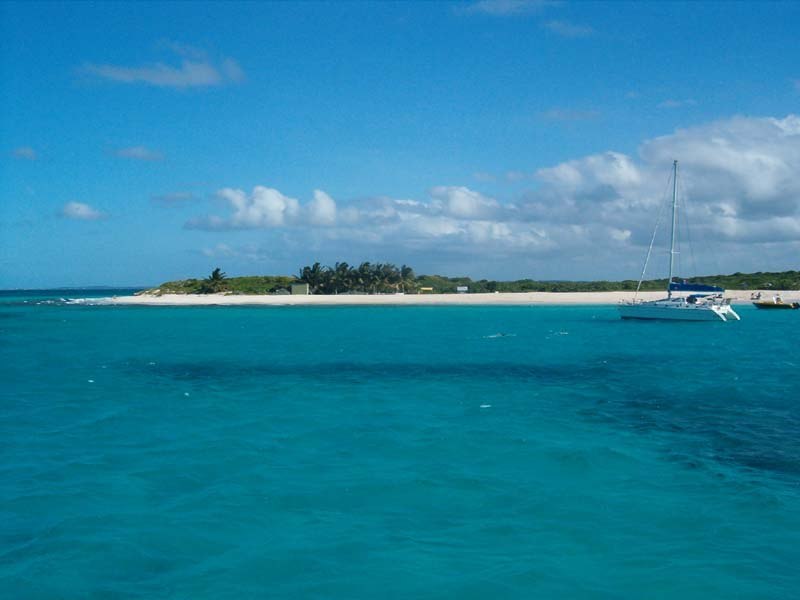
霸王树群岛

在安圭拉的位置

霸王树群岛（Prickly Pear Cays）是英国海外领地安圭拉的一个岛屿，距离安圭拉岛的罗德湾约6英里，由两个无人居住的岛屿组成。
连同多格岛、斯克拉布岛、小斯克拉布岛、海豹岛和松布雷罗岛以及霸王树群岛全都位于安圭拉浅滩上。